# Distretto di Lenzburg
Il distretto di Lenzburg è un distretto del Canton Argovia, in Svizzera. Confina con i distretti di Kulm e di Aarau a ovest, di Brugg a nord, di Baden, di Bremgarten e di Muri a est e con il Canton Lucerna (distretto di Hochdorf) a sud. Il capoluogo è Lenzburg. Comprende una parte del lago di Hallwil.

## Comuni
Amministrativamente è diviso in 20 comuni:
- Ammerswil
- Boniswil
- Brunegg
- Dintikon
- Egliswil
- Fahrwangen
- Hallwil
- Hendschiken
- Holderbank
- Hunzenschwil
- Lenzburg
- Meisterschwanden
- Möriken-Wildegg
- Niederlenz
- Othmarsingen
- Rupperswil
- Schafisheim
- Seengen
- Seon
- Staufen

### Divisioni
- 1806: Seon → Retterswil, Seon

### Fusioni
- 1898: Alliswil, Boniswil → Boniswil
- 1899: Retterswil, Seon → Seon
- 1900: Meisterschwanden, Tennwil → Meisterschwanden